# 莱氏毛扭藓
莱氏毛扭藓（学名：Aerobryidium levieri），又名南亚假悬藓，为蔓藓科毛扭藓属下的一个种。